# Tony Chung
Pour les articles homonymes, voir Chung.
Tony Chung, né en avril 2001, est un militant indépendantiste hongkongais.

## Biographie
Il est le fondateur de l'association Studentlocalism (en) fondé en 2016 et dissoute en 2020.
En juillet 2020, il est arrêté en vertu de la loi sur la sécurité nationale de Hong Kong, une première, avant d'être relâché à la fin du mois de juillet. En octobre 2020, Tony Chung est de nouveau arrêté devant le consulat américain de Hong Kong, alors qu'il est sur le point de demander l'asile. 
Le 29 décembre 2020, il est condamné à 4 mois de prison pour avoir insulté le drapeau chinois.
En novembre 2021, en application de la loi sur la sécurité nationale, Chung est condamné à trois ans et sept mois de prison pour avoir demandé l'indépendance de Hong Kong. Il plaide coupable d'appels à la sécession et de blanchiment d'argent dans le cadre d'une négociation de peine. Il est libéré de manière anticipée et conditionnelle en juin 2023,,.
Il fuit au Royaume-Uni en décembre 2023 et dit y avoir demandé l'asile politique. Chung dénonce les conditions drastiques de surveillance qui lui été imposées à sa sortie de prison et les demandes d'espionner d'autres militants hongkongais.